# Philippe Danfrie
Philippe Danfrie (Cornovaglia, 1532 – Parigi, 1606) è stato un incisore francese.
Incisore e sovrintendente della Zecca di Parigi, Philippe Danfrie fu anche ingegnere e inventore di strumenti scientifici. Attivo nella seconda metà del XVI secolo, a lui si deve la costruzione di vari globi, astrolabi e orologi, nonché l'invenzione di un carattere da stampa che usò nell'edizione dei suoi scritti. Fra questi ricordiamo la Declaration de l'usage du Graphometre..., pubblicato a Parigi nel 1597, congiuntamente al Traicte de l'usage du Trigometre, avec le quel on peut facilement mesurer sans subiection d'Arithmetique.
Precedentemente aveva già pubblicato dei libri in collaborazione con Richard Breton dal 1558 al 1560.